# Ano sideral

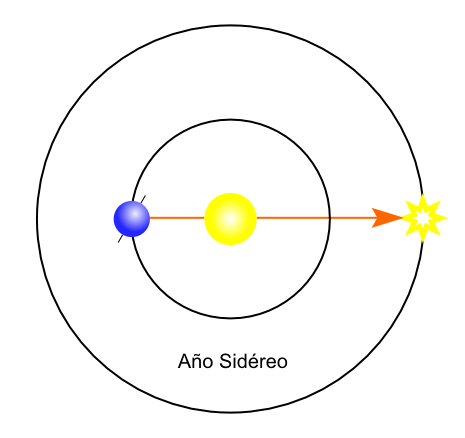
Esquema do ano sidéreo.

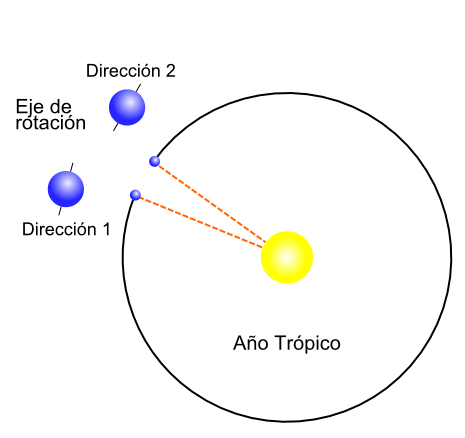
Esquema do ano trópico (não está a escala).

O ano sidéreo ou ano sideral é o tempo entre dois passos consecutivos da Terra por um mesmo ponto de sua órbita, tomando como referência as estrelas. Geralmente usado pelos astrónomos, sua duração é de 366,255936 dias siderais. Equivale a 365.256363004 dias nos termos do Sistema Internacional de Unidades, conforme a época J2000.
Para compreender-se a diferença com o ano trópico deve-se ter em conta a precessão axial Quando se faz referência a um equinócio ou Solstício, se fala do ponto da órbita terrestre em que o eixo de rotação da Terra se alinha (solstício) ou se situa perpendicular (equinócio) à linha imaginária Sol-Terra. Estes pontos (concretamente o equinócio) são a referência para o ano trópico. Se o eixo de rotação da Terra sempre apontasse na mesma direção, no ano trópico e o sideral durariam o mesmo. Mas resulta que esse eixo, devido à citada precessão dos equinócios, dá uma volta sobre a perpendicular à eclíptica em 26 000 anos.
Por isso, como pode ver na ilustração, no ano trópico é ligeiramente mais curto que o sideral. Ao decorrer um ano trópico, a recta imaginária Terra-Sol não aponta em sua projeção para o mesmo ponto (mesma estrela) porque o eixo tem feito parte do giro comentado. Pelo contrário, no ano sidéreo baseia-se no alinhamento do Sol com o mesmo ponto de referência (a mesma estrela), pelo que não se vê influído pela deslocação do eixo terrestre.